# 데이브 셰리던
데이브 셰리든(Dave Sheridan, 1969년 3월 10일 ~ )은 미국의 배우이다.
뉴어크에서 태어났다.

## 영화
- 빅터 크라울리 (2017년)
- 누드 리플레이 (2017년)
- 핸섬 (2017년)
- 워킹 위드 더 데드 (2015년) - 링컨 보안관 역
- 헌티드 하우스 2 (2014년)
- 딜링 위드 이디엇츠 (2013년) - 포레스트 역
- 헌티드 하우스 (2013년) - 밥 역
- 로스트 앤 파운드 인 아르메니아 (2012년) - 조지 역
- 화이트 스페이스 (2012년) - 스투브니스키 역
- 올스 페어 인 러브 (2009년)
- 섹스 드라이브 (2008년) - 바비 조 역
- 리틀 맨 (2006년)
- 살인마 가족 2 (2005년) - 레이 돕슨 역
- 파이팅 템테이션스 (2003년)
- 헬로우 프랭크 (2002년)
- 코르키 로마노 (2002년)
- 버블 보이 (2001년)
- 판타스틱 소녀 백서 (2000년) - 더그 역
- 무서운 영화 (2000년) - 킬러/두피 길모어 역